# Bataille de Bogesund
La bataille de Bogesund, également désignée sous le nom de bataille du lac d'Åsunden, se déroule le 19 janvier 1520 entre les mercenaires du roi de Danemark Christian II et une armée suédoise 
composée de chevaliers et de paysans, menée par Sten Sture le Jeune, régent de Suède et partisan de l'indépendance de ce pays alors membre de l'union de Kalmar. L'armée suédoise subit une défaite et son commandant meurt de ses blessures quelques jours plus tard.